# Nowa Huta (powiat kielecki)
Nowa Huta – wieś w Polsce, położona w województwie świętokrzyskim, w powiecie kieleckim, w gminie Raków.
| SIMC    | Nazwa      | Rodzaj     |
| ------- | ---------- | ---------- |
| 0265589 | Grodno     | przysiółek |
| 0265595 | Igrzycznia | przysiółek |
| 0265603 | Łapigrosz  | przysiółek |
| 0265610 | Podgórze   | przysiółek |
| 0265626 | Przymiarek | przysiółek |
| 0265632 | Zagórze    | przysiółek |

W latach 1975–1998 miejscowość należała administracyjnie do województwa kieleckiego.
Przez wieś przechodzi  żółty szlak turystyczny z Szydłowa do Widełek.